# Praça Gentil Ferreira
A Praça Gentil Ferreira, também chamada de Praça do Relógio, é uma praça localizada no Centro Comercial do bairro do Alecrim, na cidade de Natal (Rio Grande do Norte).
É um ponto histórico importante da história da cidade, bem como do bairro do Alecrim. É conhecida em razão do relógio público que se encontra instalado na área, o qual foi presenteado à cidade pelo Rotary Club do Alecrim em 1966. A doação se deu com o objetivo de prestar um serviço a população, que à época não tinha condições de comprar um relógio.
Entre 1923 e 1990, diferentes cinemas e teatros foram inaugurados nas proximidades da Praça.
A Praça é palco de eventos de diferentes tipos, além de ser ponto principal de manifestações políticas e ações de saúde coletiva.